# Spongaobaria neblinensis
Genre
Synonymes
- Baria González-Sponga, 1996 nec Karsch, 1896

Espèce
Synonymes
- Baria neblinensis González-Sponga, 1996

Spongaobaria neblinensis, unique représentant du genre Spongaobaria, est une espèce d'opilions laniatores de la famille des Cosmetidae.

## Distribution
Cette espèce est endémique de l'État d'Amazonas au Venezuela. Elle se rencontre dans la Sierra de la Neblina.

## Systématique et taxinomie
Cette espèce a été décrite sous le protonyme Baria neblinensis par González-Sponga en 1996. Le nom Baria González-Sponga, 1996 étant préoccupé par Baria Karsch, 1896 dans les lépidoptères, il est remplacé par Spongaobaria par Özdikmen en 2008.

## Étymologie
Son nom d'espèce, composé de neblin[a] et du suffixe latin -ensis, « qui vit dans, qui habite », lui a été donné en référence au lieu de sa découverte, la Sierra de la Neblina.
Ce genre est nommé en l'honneur de Manuel Ángel González Sponga.

## Publications originales
- González-Sponga, 1996 : « Arácnidos de Venezuela. Un nuevo género y una nueva especie de la familia Cosmetidae del Parque Nacional Serranía de la Neblina, Edo. Amazonas (Opiliones). » Boletin de la Academia de Ciencias Físicas Matemáticas y Naturales, vol. 153, no 171/172, p. 97–107.
- Özdikmen, 2008 : « Nomenclatural changes for some preoccupied harvestman genus group names (Arachnida: Opiliones). » Turkish Journal of Arachnology, vol. 1, p. 37–43.